# آيت ماجدن (آيت ماجدن)
آيت ماجدن هي إحدى مشيخات المملكة المغربية، تتبع جغرافيا لإقليم أزيلال وإداريًا لآيت ماجدن. يقدر عدد سكانها بـ 4747 نسمة حسب الإحصاء الرسمي للسكان والسكنى لسنة 2004.